# 和庆镇
和庆镇，是中华人民共和国海南省儋州市下辖的一个乡镇级行政单位。

## 行政区划
和庆镇下辖以下地区：
和庆社区、美万村、美灵村、和祥村、新村、拱教村、文卷村、木排村、美敖村、罗便村、美万新村、和庆农场和木排热作场。